# Cerastoderma hostiei
Cerastoderma hostiei (veelgebruikte synoniemen: Cerastoderma edulinum, Cerastoderma edule belgicum) is een uitgestorven marien tweekleppig weekdier.

## Beschrijving

### Schelpkenmerken
De schelpen zijn stevig en hebben tamelijk variabele vorm. Meestal heeft de schelp een afgerond rechthoekige vorm met een geprononceerde umbo die iets uit het midden staat. Voor en achterzijde zijn afgerond. De onderzijde is zwak afgerond. Er zijn ongeveer 25 krachtige, in doorsnee halfronde, soms zwak knobbelige radiale ribben met een kleine tot afwezige tussenribsruimte. Bij goed geconserveerde exemplaren zijn de ribben (indien aanwezig op de knobbels) 'geschubd'. De ribben worden door zwakke groeilijnen gekruist. De binnenzijde van de schelp is glad, in de buurt en bij de onderrand zijn groeven aanwezig die spiegelbeeldig zijn aan de ribben op de buitenzijde. Deze groeven eindigen meestal onder de mantellijn. In de mantellijn bevindt zich een betrekkelijk kleine mantelbocht. Er zijn twee spierindruksels, aan beide kanten een. Mantellijn, mantelbocht en spierindruksels zijn iets in de schelp verdiept. Er is een vrij krachtig heterodont slot met een relatief lange ligamentdrager die langer is dan bij de verwante soort Cerastoderma edule.

### Afmetingen van de schelp
- lengte: tot 47 millimeter (meestal kleiner)
- hoogte: tot 36,5 millimeter (meestal kleiner)

### Levenswijze
Cerastoderma hostiei wordt tot de infauna gerekend en is vrijwel zeker een filteraar geweest.

### Fossiel voorkomen
Cerastoderma hostiei is fossiel bekend uit afzettingen uit het Plioceen en mogelijk het oudste Vroeg-Pleistoceen in het Noordzeebekken. De soort is lokaal algemeen aanwezig in het jongere deel van de Formatie van Oosterhout in de (Zone van Nassarius propinquus en Lentidium complanatum).
Op het Noordzeestrand spoelt deze soort weinig algemeen aan op stranden in de provincie Zeeland.

## Verwijzingen

### Meer afbeeldingen

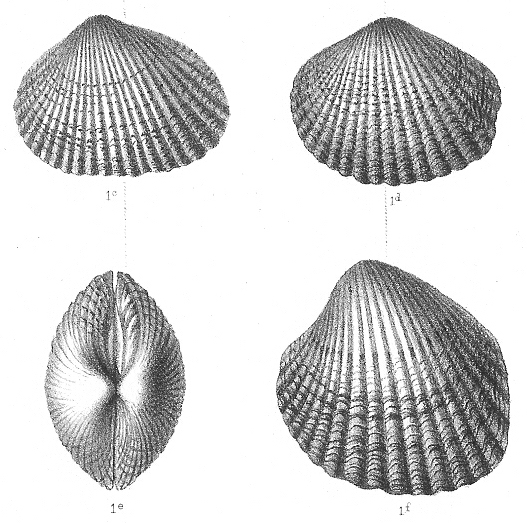
Uit P.H. Nyst, 1878
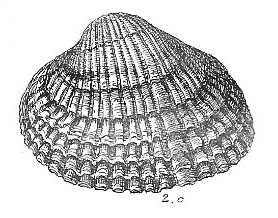
Uit S.V. Wood, 1853